# Renato Bracci
Renato Bracci (Livorno, 8 settembre 1904 – 2 marzo 1975) è stato un canottiere italiano, medaglia d'argento nella gara di otto con nel Canottaggio ai Giochi olimpici di Los Angeles 1932.

## Gli scarronzoni
Col termine "scarronzoni" erano definiti gli atleti della Unione Canottieri Livornesi, il termine derivava dal loro sgraziato modo di ragatare. In particolare gli equipaggi dell'otto degli scarronzoni, si misero in luce nelle manifestazioni internazionali di canottaggio a cavallo degli anni 1920 e 1930, sia a livello di Giochi olimpici che di campionati europei.

## Palmarès
| Anno | Manifestazione  | Sede        | Evento   | Risultato |
| ---- | --------------- | ----------- | -------- | --------- |
| 1932 | Giochi olimpici | Los Angeles | Otto con | Argento   |